# Incassable
Série
Split
(2017)
Pour plus de détails, voir Fiche technique et Distribution.
Incassable ou L'Indestructible au Québec (Unbreakable) est un thriller américain réalisé par M. Night Shyamalan et sorti en 2000.
Le film suit David Dunn (Bruce Willis), un banal gardien de sécurité de Philadelphie. Il est le seul survivant d'une catastrophe ferroviaire. À la grande surprise des autorités et des médias, l'homme s'en sort indemne, sans la moindre blessure ou traumatisme. Troublé par cet événement, Dunn entre dans une crise d'identité. Qui est-il ? Pourquoi a-t-il survécu ? C'est en quête de réponses qu'il rencontre Elijah Price (Samuel L. Jackson), un handicapé misanthrope frappé de la maladie des os de verre.

## Synopsis
À sa naissance en 1961, Elijah Price a les bras et les jambes fracturés. Il souffre en effet d'ostéogenèse imparfaite de type I. Devenant misanthrope en grandissant et en accumulant les fractures, il se réfugie dans les comics de super-héros que lui offre sa mère.
En 2001, David Dunn est un homme ordinaire, agent de sécurité à Philadelphie, qui survit miraculeusement à une catastrophe ferroviaire en rentrant de New York. Intrigué par le médecin qui lui révèle qu'il est le seul survivant et qu'il est totalement indemne, Dunn est peu après contacté par Price, devenu conservateur dans une galerie d'art inspirée des comics. En apprenant le sort de David, Elijah a souhaité le rencontrer pour lui expliquer l'intuition qui lui est venue au fur et à mesure qu'il se plongeait dans l'univers des comics : s'il existe des personnes comme lui affligées de graves faiblesses physiques, d'autres devraient avoir des capacités au-dessus de la moyenne. Aussi Price lui pose-t-il une question : David a-t-il déjà été malade ? Le prenant dans un premier temps pour un fou, Dunn constate qu'il n'a jamais pris de jours de congé maladie, et lorsqu'il pose la question à sa femme, celle-ci est incapable de lui répondre.
Peu après, Elijah Price va voir David Dunn sur son lieu de travail (il est agent de sécurité au stade universitaire) et il remarque qu'en bousculant des personnes, ce dernier a parfois des flashs qui lui indiquent si ces personnes sont dangereuses. Dunn pense ainsi voir un revolver sous la veste d'un homme qu'il parvient à faire fuir ; Price suit l'homme dans une station de métro, tombe dans l'escalier — ce qui lui vaut de nombreuses fractures — et aperçoit l'arme à sa ceinture, telle que David l'a décrite.
Par curiosité, David teste sa force physique et soulève des haltères sous les yeux de son fils Joseph, qui charge de plus en plus les poids. Quelque temps après, David est appelé à l'école de son fils, qui s'est battu afin de vérifier s'il était aussi fort que son père. L'infirmière âgée le reconnaît : enfant, David a failli se noyer dans la piscine et mourir. Un soir, Joseph pense à tirer sur son père pour lui prouver son invulnérabilité mais David parvient à l'en dissuader.
En rééducation à la suite de ses multiples fractures, Price est placé dans le service d'Audrey, la femme de David. Il en profite pour l’interroger sur l’accident de voiture qui aurait coûté la carrière de footballeur de David dans sa jeunesse. Peu après, David revoit Price et lui dit qu'ayant failli se noyer, il est finalement un homme comme les autres ; il lui demande par conséquent de ne plus s'approcher de sa famille. David et Audrey discutent de leur vie de couple, qui connaît des difficultés : les choses auraient-elles été différentes entre eux si, après leur accident de voiture, David avait pu continuer sa carrière sportive ?
Quelque temps après, un message sur répondeur inquiète David : Elijah n'a pas renoncé. Au contraire, il dit avoir réalisé que tout super-héros a malgré tout une faiblesse et que celle de David est son aquaphobie qui le rend plus susceptible de se noyer. David rappelle Elijah et finit par reconnaître la vérité : il n'a pas été blessé lors de l’accident de voiture. Elijah l'invite alors à utiliser ses sens pour trouver un ennemi dans un lieu bondé.
Après quelques flashs, David décide de suivre un agent d'entretien qui torture une famille emprisonnée dans sa propre maison. Il libère le garçon et la fille attachés dans la salle de bains avant d'être poussé dans la piscine par le tortionnaire. Une fois sorti de l’eau par les deux enfants qui lui ont tendu une perche, David retourne dans la maison et tue le criminel. Le lendemain, David montre discrètement l'article de journal racontant les faits à son fils, admiratif ; les deux enfants sauvés n'ont retenu de lui qu'une silhouette sous un grand imperméable.
David retrouve Elijah lors d'une exposition dans sa salle de ventes. Satisfait, ce dernier invite le héros à lui serrer la main. Par des flashs, David découvre alors, horrifié, qu'Elijah a provoqué des catastrophes dans le seul but de trouver David et de confirmer sa théorie, au prix de centaines de morts. Elijah lui confie aussi que tout super-héros doit avoir sa Némésis qui lui est opposé en tout point, rôle que semble assumer Elijah. Un dernier panneau de texte révèle que David a dénoncé Elijah, qui a fini interné dans un établissement psychiatrique.

## Fiche technique
Sauf indication contraire, les informations mentionnées dans cette section peuvent être confirmées par les bases de données cinématographiques IMDb et Allociné,  présentes dans la section « Liens externes ».
- Titre original : Unbreakable
- Titre français : Incassable
- Titre québécois : L'indestructible[1]
- Réalisation et scénario : M. Night Shyamalan
- Musique : James Newton Howard
- Direction artistique : Steve Arnold
- Décors : Larry Fulton
- Costumes : Joanna Johnston
- Photographie : Eduardo Serra
- Son : Lee Dichter, Richard King, Terry O'Bright, Michael Semanick
- Montage : Dylan Tichenor
- Production : Barry Mendel, Sam Mercer et M. Night Shyamalan
  - Production déléguée : Gary Barber et Roger Birnbaum
- Sociétés de production : Blinding Edge Pictures, Barry Mendel Productions et Limited Edition Productions Inc., présenté par Touchstone Pictures
- Sociétés de distribution : Buena Vista Pictures (États-Unis) ;  Gaumont Buena Vista International (France)
- Budget : 75 millions de $[2],[3]
- Pays de production :  États-Unis
- Langue originale : anglais
- Format : couleur (Technicolor) — 35 mm — 2,39:1 (Panavision) — son Dolby Digital EX / SDDS / DTS-ES
- Genre : thriller, fantastique, drame, science-fiction, super-héros
- Durée : 106 minutes
- Dates de sortie[4] :
  - États-Unis, Québec : 22 novembre 2000[1]
  - France, Belgique, Suisse romande : 27 décembre 2000[5],[6],[7]
- Classification :
  - États-Unis : accord parental recommandé, film déconseillé aux moins de 13 ans (PG-13 - Parents Strongly Cautioned)[N 1]
  - France : tous publics[8]
  - Belgique : tous publics (Alle Leeftijden)[6]
  - Suisse romande : interdit aux moins de 14 ans[9]
  - Québec : tous publics - déconseillé aux jeunes enfants (G - General Rating)[1]

## Distribution
- Bruce Willis (VF : Patrick Poivey ; VQ : Jean-Luc Montminy) : David Dunn
- Samuel L. Jackson (VF : Thierry Desroses ; VQ : Éric Gaudry) : Elijah Price
- Robin Wright (VF : Michèle Buzynski ; VQ : Anne Dorval) : Audrey Dunn
- Spencer Treat Clark (VF : Elliott Weill ; VQ : Antoine Vézina) : Joseph Dunn
- Charlayne Woodard (VF : Martine Maximin ; VQ : Sophie Faucher) : Mère d'Elijah
- Eamonn Walker : Docteur Mathison
- Leslie Stefanson (VF : Ninou Fratellini ; VQ : Christine Bellier) : Kelly
- Johnny Hiram Jamison (VF : Peter King Jr.) : Elijah, à 13 ans
- Michaelia Carroll : la babysitteur
- Elizabeth Lawrence (en) : l'infirmière de l'école
- Davis Duffield (VF : Patrick Poivey) : David Dunn, à l'âge de 20 ans
- Laura Regan (VF : Michèle Buzynski) : Audrey, à l'âge de 20 ans
- Chance Kelly (en) : l'homme à la combinaison orange
- Michael Kelly (VF : Arnaud Bedouet) : Docteur Dubin
- Richard Council (en) : Noel
- Sherman Roberts : le médecin
- Damian Young : un soldat
- M. Night Shyamalan (VQ : Sébastien Ventura) : Jai, le dealer au stade (caméo)

 Source et légende : version française (VF) sur RS Doublage[réf. non conforme] et AlloDoublage[réf. non conforme]

## Production

### Genèse et développement
M. Night Shyamalan développe son scénario sur la structure en trois actes, typiques des comics : la « naissance » du super-héros, sa lutte contre des « méchants » et enfin la bataille ultime contre son archenemy. Trouvant que la partie de la « naissance » du héros est la plus intéressante, il décide d'écrire Unbreakable comme une origin story (en). Durant le tournage de Sixième Sens, il propose le rôle principal à Bruce Willis. Shyamalan commence à écrire un script spéculatif (scénario non-commandé par un studio) durant la postproduction de Sixième Sens,.
À la suite du succès de Sixième Sens, Walt Disney Motion Pictures Group décide d'acheter le script spéculatif pour la somme record de cinq millions de dollars. Disney décide de produire le film sous la bannière Touchstone Pictures et aide le réalisateur à fonder sa propre société, Blinding Edge Pictures.

### Attribution des rôles
Bruce Willis est à nouveau dirigé par M. Night Shyamalan, peu de temps après Sixième Sens.
Julianne Moore a été sollicitée pour interpréter Audrey Dunn. Elle a préféré incarner Clarice Starling dans Hannibal de Ridley Scott.
Tout comme le faisait Alfred Hitchcock, M. Night Shyamalan apparaît dans le film en tant que trafiquant de drogue, dans le stade où travaille David Dunn.
L'actrice Marsha Dietlein (en) a été engagée pour le rôle de Claire mais ses scènes ont été coupées au montage.

### Tournage
Le tournage a eu lieu du 25 avril 2000 à juillet 2000, principalement à Philadelphie (université de Pennsylvanie, Manayunk, etc.).
M. Night Shyamalan a recours plusieurs fois à la technique du plan-séquence, notamment lors des discussions entre David et Elijah.

### Musique
Albums de James Newton Howard
Vertical Limit
(2000) Dinosaure
(2000)
La musique du film est composée par James Newton Howard, qui collabore une nouvelle fois avec M. Night Shyamalan, après Sixième sens.
Liste des titres
| 1.    | Visions              | 5:57 |
| 2.    | Reflection of Elijah | 4:08 |
| 3.    | Weightlifting        | 3:43 |
| 4.    | Hieroglyphics        | 2:01 |
| 5.    | Falling Down         | 2:27 |
| 6.    | Unbreakable          | 3:23 |
| 7.    | Goodnight            | 2:25 |
| 8.    | The Wreck            | 3:46 |
| 9.    | Second Date          | 1:31 |
| 10.   | School Nurse         | 1:22 |
| 11.   | Blindsided           | 1:55 |
| 12.   | The Orange Man       | 2:29 |
| 13.   | Carrying Audrey      | 2:36 |
| 14.   | Mr. Glass/End Titles | 7:40 |
| 40:23 |                      |      |

Autres chansons ou morceaux présents dans le film
- Just Out of Reach (Of My Two Open Arms), interprété par Solomon Burke
- Allemande de la Suite anglaise, BWV 807 (Jean-Sébastien Bach), interprété par Murray Perahia
- Midnight Rider, interprété par Gregg Allman
- Pride and Joy, interprété par Stevie Ray Vaughan
- I've Been Tired, interprété par les Pixies
- Lotus Blossom, interprété par Fred Hersch
- No Guts, interprété par The Hi Fi Killers
- Fugue en do majeur, BWV 953 (tiré de Klavierbuchlein fur Wilhelm Bach) (Bach), interprété par Glenn Gould
- Fugue en do majeur, BWV 952 (tiré de Klavierbuchlein fur Wilhelm Bach) (Bach), interprété par Glenn Gould
- Prélude et Fughetta en sol majeur, BWV 902 (Bach), interprété par Glenn Gould

## Accueil

### Accueil critique
Le film obtient des critiques plutôt positives dans les pays anglophones. Sur l'agrégateur américain Rotten Tomatoes, il reçoit 70 % de taux d'approbation pour 161 critiques, avec une note moyenne de 6,2⁄10. Sur Metacritic, le film décroche une note moyenne de 62⁄100, pour 31 critiques. Le public interrogé par CinemaScore a donné au film une note moyenne de « C » sur une échelle de A + à F.
Le critique Roger Ebert, qui lui a attribué 3 étoiles sur 4, a largement apprécié le film, mais a été déçu de la fin. Ebert croyait que le « jeu subtil » de Willis était positivement différent du travail habituel de l'acteur dans les « films d'action sans cervelle ». Richard Corliss de Time a estimé qu’Incassable a continué l'approche précédente de Shyamalan d’« équilibrer la sophistication et l'horreur dans tous ses films ». Desson Thomson du Washington Post a écrit que « tout comme il l'a fait dans Sixième Sens, le scénariste-réalisateur M. Night Shyamalan vous entraîne dans un labyrinthe fascinant, qui se cache juste sous notre nez. Dans ce cas, c'est le monde mythologique et, en ces temps modernes, le dessin secret de ce labyrinthe, la clé du chemin, est contenu dans les bandes dessinées ».
Kenneth Turan, écrivant dans le Los Angeles Times, a donné une critique négative, arguant qu’Incassable n'avait aucune originalité. « Que cela signifie ou non, l'ombre du Sixième Sens plane sur Incassable », a expliqué Turan, ajoutant que  « Si Sixième Sens n'avait pas été un aussi grand succès qu'elle l'était, cette histoire aurait pu être affectée à l'oubli, ou du moins à la réécrire ». Todd McCarthy de Variety a principalement critiqué l'écriture de Shyamalan et les performances données par les acteurs. Il a fait l'éloge du montage de Dylan Tichenor et de la composition musicale de James Newton Howard.
Shyamalan a admis qu'il était déçu par la réaction reçue du film par le public et des critiques. De plus, le réalisateur détestait également la campagne de marketing de Touchstone Pictures, qui a insisté pour le présenter comme un thriller psychologique similaire à Sixième Sens alors que Shyamalan voulait le promouvoir comme un film de comic book.
En 2009, le cinéaste Quentin Tarantino a salué Incassable et l'a inclus dans sa liste des 20 meilleurs films sortis depuis 1992, année où il est devenu réalisateur. Tarantino a salué le film comme une « brillante reprise de la mythologie de Superman », et a dit qu'il contient ce qu'il considère comme la meilleure performance de Bruce Willis. Il a également critiqué la façon dont le film a été commercialisé à sa sortie, déclarant qu'il aurait estimé qu'il aurait été beaucoup plus efficace si la publicité du film posait simplement la question : « Et si Superman était ici sur Terre, et ne savait pas qu'il était Superman ? ». En 2011, Time a classé le film au 4e rang de sa liste des dix meilleurs films de super-héros de tous les temps, le décrivant comme l'une des meilleures histoires d'origine de super-héros et comme un « regard relativement calme, subtil et réaliste sur les pressions qui accompagnent le fait d'être un super-héros ». En 2018, le Hollywood Reporter l'a qualifié de « déconstruction du complexe américain de super-héros / méchants » qui est « plus prémonitoire que jamais ».
En France, le film obtient une note moyenne de 3,4⁄5, pour 18 titres de presse compilés par le site Allociné. Alain Grasset du Parisien décrit Incassable comme « un film captivant et qui a le mérite de ne pas avoir recours à des scènes d'action toutes les cinq minutes ». Dans Les Inrockuptibles, Frédéric Bonnaud écrit quant à lui : « Shyamalan est doué de la rare capacité à transformer ses obsessions très personnelles (…) en des spectacles majoritaires - ce qui constitue la définition même du grand cinéaste hollywoodien à l'ancienne ». Christian Jauberty du magazine Première décrit le cinéaste comme un « conteur hors pair, un auteur en prise directe avec la culture populaire et une bête de cinéma soucieuse de séduire l'esprit autant que l’œil ».
Certains journalistes français sont cependant moins élogieux. Dans Repérages, Teddy Roudaut écrit : « Filmer de manière naturaliste une histoire fantastique aurait pu être intéressant si une ambiguïté subsistait… Manque de pot cela n'intéresse pas Shyamalan qui va vraiment finir par nous faire détester Philadelphie, sa ville à lui dans laquelle il filme ses films à lui ». Jean-Claude Loiseau de Télérama regrette quant à lui qu'il « manque un ingrédient essentiel : l'humour » et ajoute « Shyamalan prend terriblement au sérieux son histoire, se donne un mal fou pour créer l'illusion de la profondeur (…) avec des élucubrations d'une solennelle platitude ». Sur le site Chronic'art.com, Grégoire Bénabent est tout aussi catégorique : « la déception est totale : sujet bizarre, scénario fumeux, réalisation prétentieuse. M. Night Shyamalan, s'il sait faire de la mise en scène, devrait peut-être se contenter de faire de bons films et cesser de jouer les cinéastes ».

### Box-office
Incassable est sorti aux États-Unis le 22 novembre 2000 dans 2 708 salles et a rapporté 30,3 millions de dollars lors de son premier week-end, se classant deuxième au box-office. Le film a finalement rapporté 95 millions de dollars aux États-Unis et 153,1 millions de dollars à l’international, pour un total de 248,1 millions de dollars, pour un budget de production de 75 millions de dollars. Le succès du film au box-office se révèle modeste en comparaison à Sixième Sens (676,8 millions de $ de recettes mondiales, dont 293,5 millions $ aux États-Unis en fin d'exploitation pour un budget de 40 millions $).
En France, le film occupe la première place du box-office durant les trois premières semaines d'exploitation, où il cumule 2 700 629 entrées, dont 1 357 836 entrées lors de sa première semaine.	
| Pays ou région    | Box-office         | Date d'arrêt du box-office | Nombre de semaines |
| ----------------- | ------------------ | -------------------------- | ------------------ |
| États-Unis Canada | 95 011 339 $       | 29 mars 2001               | 18                 |
| France            | 3 450 178 entrées, | 14 mars 2001               | 11                 |
| Monde             | 248 118 121 $      | -                          | -                  |

## Distinctions

### Nominations2000
- International Film Music Critics Award : bande originale de l'année pour James Newton Howard
- Las Vegas Film Critics Society : meilleur compositeur pour James Newton Howard
- Prix Bram-Stoker : meilleur scénario pour M. Night Shyamalan
- The Stinkers Bad Movie Awards : pire coiffure à l'écran pour Samuel L. Jackson

### Récompenses2001
- Prix Bogey : Prix Bogey d’argent[N 2]
- Golden Trailer Awards : meilleure bande-annonce d'un film d'horreur ou thriller pour le teaser #1

### Nominations2001
- Academy of Science Fiction, Fantasy and Horror Films - Saturn Awards : meilleur film d'action / aventures / thriller
- Black Reel Awards : meilleure affiche de film
- Blockbuster Entertainment Awards :
  - Acteur préféré dans un film de suspense pour Samuel L. Jackson
  - Acteur préféré dans un film de suspense pour Bruce Willis
  - Second rôle féminin préféré dans un film de suspense pour Robin Wright
  - Second rôle masculin préféré dans un film de suspense pour Spencer Treat Clark
- International Horror Guild Awards : meilleur film
- Online Film and Television Association :
  - Meilleure photographie pour Eduardo Serra
  - Meilleur site officiel de film
- Science Fiction and Fantasy Writers of America : meilleur scénario pour M. Night Shyamalan
- Teen Choice Awards : meilleur film Wipeout pour Bruce Willis
- Turkish Film Critics Association (SIYAD) Awards : meilleur film étranger (16e place)

## Éditions en vidéo
- En France, le film Incassable est sorti en DVD édition collector le 2 octobre 2001[41], puis en DVD édition simple le 9 novembre 2001[42]. Par la suite, le film sort en Blu-ray le 11 juin 2008[43]. Le film est également sorti en VOD le 1er février 2016[5]. À la suite des évolutions techniques afin d'améliorer la qualité d'image et de sons, le film sort dans une édition 4K Ultra HD le 10 décembre 2021[44], ainsi que dans une édition combo 4K Ultra HD exclusivité FNAC boîtier SteelBook + Blu-ray[45].
- Au Québec, le film est sorti en DVD le 19 juin 2001[46].

## Autour du film

### Référence à Stan Lee
Les initiales de David Dunn sont identiques (DD), comme la plupart des super héros de Marvel : Matt Murdock pour Daredevil, Peter Parker pour Spider-Man, Bruce Banner (Hulk), Red Richards (Mr. Fantastic), Sue Storm (la Femme invisible), Scott Summers (Cyclope) ou Warren Worthington (Angel). Stan Lee nommait ses héros ainsi en tant que moyen mnémotechnique.

### Les superhumains
La thématique des superhumains est très appuyée durant le film, avec notamment l'opposition entre bon et mauvais. Cet antagonisme extrême est très sensoriel et explicite, c'est-à-dire visuel et auditif : le blanc et le noir, le chauve et le chevelu, les vêtements amples contre les vêtements moulants, etc. De même, de nombreux plans renforcent cette idée, tel David portant sa femme Audrey alors qu'il monte l'escalier, le plan donnant l'impression que le couple vole, ou encore le moment où David sort de la piscine et se relève devant deux enfants, le plan ne laissant entrevoir que le bas de ses jambes et le bas de son imperméable, flottant tel une cape.
Cette opposition dans la thématique des superhumains est également sociale et cérébrale :
1. David Dunn parle peu, est réservé ; c'est monsieur-tout-le-monde. Il ne se préoccupe que du bien-être sa famille ; il n'est pas vu avec (au moins un) ses parents. Son phrasé est simple et clair, il est scrupuleux, raisonnable, modeste et sans prétention ; et enfin, David veille déjà sur les autres de par son métier.
2. Elijah Price est très bavard et affiche sa supériorité sociale (érudition et richesse financière). Il est très attaché à sa mère qui veille sur lui, et il n'a pas de famille et est autocentré (pas égocentrique). Son phrasé est rapide et complexe, il est sans scrupule, sa détermination poussée à l'extrême l'aveugle ; elle est pathologique (comme celle de Lex Luthor) et, enfin Elijah est rustre dans son rapport aux autres.

Le scénariste et réalisateur est bien dans le mythe du super-héros qui rencontre un jour son super-vilain (souvent à l'initiative et par la curiosité de ce dernier).

### Lien avecSplitet suite
Le film Split (2016, du même réalisateur) se termine par l'apparition de Bruce Willis, qui reprend son personnage de David Dunn. M. Night Shyamalan a dû demander l'autorisation d'utiliser le personnage à Walt Disney Pictures, qui détient les droits d’Incassable. Le réalisateur a ainsi rencontré le PDG de Walt Disney Pictures, Sean Bailey. Ils ont alors trouvé un gentlemen's agreement stipulant que Shyamalan peut utiliser le personnage mais que Disney devra être impliqué dans la production d'une éventuelle suite. L'implication de Bruce Willis a quant à elle été tenue le plus possible secrète. La scène a ainsi été coupée lors des projections test devant un public.
M. Night Shyamalan exprime alors son envie de réaliser un troisième film dans cet univers narratif commun. Le réalisateur espère pouvoir monter ce projet et avoue avoir commencé à l'écrire. Il explique par ailleurs la scène finale de Split, qui fait le lien avec Incassable, où David Dunn comprend enfin qu'il y a vraiment des gens avec des super-pouvoirs, comme lui avait révélé Elijah Price (Samuel L. Jackson) dans Incassable. Disney, société productrice d’Incassable via sa filiale Touchstone Pictures, devrait collaborer avec Universal pour ce film.
Le 26 avril 2017, Shyamalan annonce que le prochain film sera à la fois la suite de Incassable et de Split ; plutôt que de faire deux films différents, titrés Incassable 2 et Split 2, il n'en fera qu'un seul réunissant tous les personnages. Le titre officiel est annoncé : Glass. Après un accord avec Disney, qui détient les droits sur les personnages de David Dunn et Elijah Price, Universal distribue le film et annonce sa date de sortie : le 18 janvier 2019. Le film est produit par Shyamalan, Jason Blum, Ashwin Rajan, Mark Bienstock et Steven Schneider[réf. non conforme].